# ألبرت داي (لاعب كريكت)
ألبرت داي (بالإنجليزية: Albert Day)‏ (20 سبتمبر 1865 - 16 أكتوبر 1908) هو لاعب كريكت بريطاني (وحمل سابقاً جنسية المملكة المتحدة لبريطانيا العظمى وأيرلندا).